# Sacha Guerne
Sacha Guerne, né le 17 mars 1979 à Evilard, est un joueur professionnel suisse de hockey sur glace.

## Carrière en club
- 1988-1996 HC Bienne (Junior)
- 1996-2001 HC Bienne (LNB)
- 2001-2006 HC Ajoie (LNB)
- 2006-2010 HC Franches-Montagnes (1re ligue)